# Susanne Heine
Susanne Heine (* 17. Jänner 1942 in Prag) ist eine österreichische Theologin und Religionspädagogin. Sie ist Professorin für Praktische Theologie und Religionspsychologie an der Evangelisch-Theologischen Fakultät der Universität Wien. Heine ist eine Vertreterin der feministischen Theologie.

## Leben
Susanne Heine wuchs in Innsbruck auf und maturierte 1960 in Wien. Von 1961 bis 1966 absolvierte sie ein Studium der Evangelischen Theologie in Bonn und Wien sowie ein Studium der Philosophie bei Erich Heintel in Wien, das sie mit dem Magisterium abschloss. Nach der kirchlichen Ausbildung (Vikariat) von 1966 bis 1968 erfolgte 1968 die Ordination zum Geistlichen Amt der Lutherischen Kirche in Österreich.
Von 1968 bis 1979 war sie Assistentin am Institut für Neutestamentliche Wissenschaft in Wien und promovierte 1973 zum Doktor der Theologie mit einer hermeneutischen Arbeit zur paulinischen Theologie. 1979 folgte die Habilitation für Religionspädagogik mit einer Biblischen Fachdidaktik zum Neuen Testament. Von 1984 bis 1990 leitete sie das neu errichtete „Institut für Religionspädagogik“ an der Evangelisch-Theologischen Fakultät in Wien.
1990 nahm sie den Ruf an die Theologische Fakultät der Universität Zürich an als Professorin für Praktische Theologie und Religionspsychologie. 1996 kehrte sie an die Universität Wien zurück, wo sie das Institut für Praktische Theologie und Religionspsychologie  bis zu ihrer Emeritierung 2010 leitete.
Gastprofessuren und -vorträge führten sie nach Deutschland, Großbritannien, Istanbul, Ägypten und in die USA sowie nach West- und Ostafrika im Rahmen von Konsultationen der „Commission on Faith and Order“ des Ökumenischen Rates der Kirchen.
Von 1996 bis 2002 war sie zweite Vorsitzende der „Europäischen Wissenschaftlichen Gesellschaft für Theologie“, von 1998 bis 2009 Vorstandsmitglied der „International Association for the Psychology of Religion“, von 1997 bis 2006 Mitglied des Akademischen Senates der Universität Wien, von 2005 bis 2009 Stellvertretende Vorsitzende der Curricularkommission des Senates der Universität Wien, von 2000 bis 2012 Mitglied des Kuratoriums des Europäischen Forums Alpbach.
Von 2008 bis 2014 war sie Vortragende in Wien und Ankara im Rahmen von Schulungen des Bundesministerium für europäische und internationale Angelegenheiten, Task Force „Dialog der Kulturen“ für türkische Religionsbeauftragte, Dialogbeauftragte und Frauenbeauftragte der IGGiÖ, von 2007 bis 2013 unterrichtete sie an der „Islamischen Religionspädagogischen Akademie“, dann „Privater Studiengang für das Lehramt für Islamische Religion an Pflichtschulen“ (IRPA), von 2006 bis 2014 im Rahmen des Masterstudiums „Islamische Religionspädagogik“ der Universität Wien.
Susanne Heine hat gemeinsam mit Tarafa Baghajati seit 2014 den Vorsitz der 2006 gegründete „Plattform Christen und Muslime“ inne. Sie gilt außerdem als Vertreterin der feministischen Theologie. Das Ziel derselben sei laut Heine „ganz allgemein, Frauen zur verdienten Geltung zu bringen“. Dieses Anliegen gelte „in der Bibel ebenso wie in allen anderen theologischen Disziplinen.“

## Publikationen (Auswahl)
- Leibhafter Glaube. Ein Beitrag zum Verständnis der theologischen Konzeption des Paulus. Herder, Wien-Freiburg 1976, ISBN 3-210-24503-7 (Dissertation an der Evangelisch-Theologischen Fakultät der Universität Wien 1973).
- Biblische Fachdidaktik – Neues Testament. Herder, Wien-Freiburg 1976 (Habilitation an der Evangelisch-Theologischen Fakultät der Universität Wien 1979)
- mit Peter Paul Kaspar, G. Hierzenberger, Peter Pawlowsky: Kleines religiöses Wörterbuch. Herder, Wien-Freiburg 1984, ISBN 3-210-24763-3.
- Frauen der frühen Christenheit. Zur historischen Kritik einer feministischen Theologie. 3. Auflage. Vandenhoeck und Ruprecht, Göttingen 1990, ISBN 3-525-60622-2. Übersetzungen: Englisch SCM-Press: London 1987 und Augsburg Publishing House 1988, Holländisch 1991, Koreanisch 1998.
- Wiederbelebung der Göttinnen. Zur systematischen Kritik einer feministischen Theologie. 2. Auflage. Vandenhoeck und Ruprecht, Göttingen 1989, ISBN 3-525-60623-0.
- Frauenbilder – Menschenrechte. Theologische Beiträge zur feministischen Anthropologie. LVH, Hannover 2000, ISBN 3-7859-0795-8.
- Islam – Zwischen Selbstbild und Klischee. Eine Religion im Österreichischen Schulbuch. Böhlau, Köln-Wien 1995, ISBN 3-412-09495-1
- Grundlagen der Religionspsychologie. Modelle und Methoden. Vandenhoeck und Ruprecht, Göttingen 2005, ISBN 3-525-03603-5, UTB, ISBN 3-8252-2528-3.
- Liebe oder Krieg? das Doppelgesicht der Religion. Picus, Wien 2005, ISBN 3-85452-511-7 (Wiener Vorlesungen. Band 111).
- mit Peter Pawlowsky: Die christliche Matrix. eine Entdeckungsreise in unsichtbare Welten. Kösel, München 2008, ISBN 978-3-466-36799-3. Übersetzung: Tschechisch Vyšehrad, Prag  2013.
- Erdenschwere – Gottessuche. Lebensnerven Praktischer Theologie. Lit, Berlin-Wien 2010, ISBN 978-3-643-50221-6
- mit Rüdiger Lohlker, Richard Potz: Muslime in Österreich. Geschichte – Lebenswelt – Religion. Grundlagen für den Dialog, Tyrolia, Innsbruck 2012, ISBN 978-3-7022-3025-8
- Respektvoll miteinander. Evangelische Christen und Muslime in Österreich. Eine Orientierungshilfe der Generalsynode der Ev. Kirche A. und H.B, Evangelischer Presseverband, Wien 2012; Mitautorin und Gesamtredaktion, ISBN 978-3-85073-279-6
- mit Ömer Özsoy, Christoph Schwöbel, Abdullah Takim: Christen und Muslime im Gespräch. Eine Verständigung über Kernthemen der Theologie. Verlagshaus, Gütersloh 2014: Mitherausgeberin, Mitautorin, Gesamtredaktion, ISBN 978-3-579-08179-3

## Auszeichnungen
- 2007: Wilhelm-Hartel-Preis der Österreichischen Akademie der Wissenschaften[7]
- 2011: Österreichisches Ehrenkreuz für Wissenschaft und Kunst I. Klasse
- 2023: Theologischer Preis der Salzburger Hochschulwochen[8]